# Veľká Ružínska jaskyňa
Veľká Ružínska jaskyňa (też: Rothova diera albo Rothova jaskyňa) – jaskinia krasowa w grupie górskiej Čierna hora (Rudawy Spiskie) na Słowacji.

## Położenie
Jaskinia znajduje się w masywie zwanym Pokryvy, tworzącym tzw. Kras Rużyński, zbudowanym z jasnoszarych, przebarwiających się na różowo wapieni jurajskich. Leży w zachodnim stoku doliny Malý Ružínok. Jej wejście znajduje się na wysokości 614 m n.p.m., ok. 50 m ponad dnem doliny. Jaskinia leży na terenie katastralnym wsi Malá Lodina w powiecie powiecie Koszyce-okolice w kraju koszyckim.

## Nazwa
Nazwę Rothova diera (Rothova jaskyňa) jaskinia otrzymała na cześć pedagoga, a także geologa i speleologa, „ojca” słowackiej speleoarcheologii Samuela Rotha (1851–1889), który w latach 1879–1880 prowadził w niej badania speleoarcheologiczne.

## Charakterystyka
Jaskinia ma formę jednego przestronnego korytarza, praktycznie bez odgałęzień, ciągnącego się z niewielkim spadem na długości 112 m w głąb górotworu. Wejściowy portal jaskini, widoczny z doliny, ma szerokość ok. 17 m i wysokość ok. 5 m. Przednia część jaskini osiąga szerokość 10–15 m. Największa wysokość korytarza przekracza nieco 10 m. W głębi jaskinia coraz bardziej zwęża się i obniża.
Przednia część jaskini powstała w jasnoszarych, miejscami szarozielonych wapieniach. Głębsze partie wytworzone są w wapieniach zabarwionych na różowo. Widoczne są w niej ślady modelacji rzecznej, jednak nie odpowiada za nią niewielki potok płynący doliną Malý Ružínok, lecz jakiś znacznie większy ciek wodny – być może jakiś pra-Hornad (wyniesienie jaskini ponad koryto dzisiejszego Hornadu wynosi ok. 340 m).
Jaskinia prawie zupełnie pozbawiona jest szaty naciekowej. Natomiast zimą tworzą się w niej lodowe stalaktyty i stalagmity, osiągające długości do kilkudziesięciu centymetrów.

## Fauna
Prowadzone od 1879 r. badania speleoarcheologiczne wykazały w jaskini liczne kości niedźwiedzia jaskiniowego. Jaskinia jest od lat znanym miejscem zimowania nietoperzy. W latach 1994–2001 stwierdzono w niej zimowanie łącznie 14 gatunków nietoperzy (jednak nie wszystkie zimowały co roku). Średnio rocznie zimowało w niej po ok. 20 sztuk tych ssaków, z czego blisko połowę stanowili przedstawiciele gatunku nocek duży.

## Historia
Jak świadczą odnalezione w niej ślady ognisk, jaskinia była odwiedzana przez człowieka już w paleolicie. W neolicie zamieszkiwali ją przedstawiciele kultury bukowogórskiej, po których pozostały m.in. ułomki glinianych naczyń.

## Ochrona
Jaskinia leży w granicach rezerwatu przyrody Vozárska (słow. Národná prírodná rezervácia Vozárska). Dodatkowo jest chroniona jako pomnik przyrody (słow. Chránený prírodný výtvor Veľká Ružínska jaskyňa). Nie znajduje się w rejestrze słowackich jaskiń udostępnionych do samodzielnego zwiedzania.